# Johann Samuel König

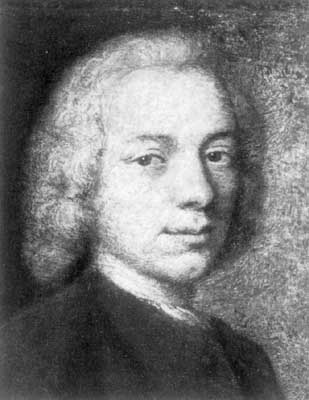
Johann Samuel König

Johann Samuel König (Büdingen, 31 juli 1712 - Huis Zuylenstein, Leersum, 21 augustus 1757) was een Duits/Zwitserse wiskundige. König is voornamelijk bekend door zijn stelling over de kinetische energie van een vrij bewegend voorwerp en over het impulsmoment van een vrij bewegend voorwerp.

## Biografie
Johann Samuel König was een zoon van de Zwitserse theoloog Samuel Heinrich König en zijn Duitse vrouw Anna Maria Nöthiger. In 1729 studeerde hij in Lausanne, vanaf 1730 in Basel. 
Johann Bernoulli onderwees zowel König als Pierre Louis Maupertuis. Van 1735 tot 1737 studeerde hij in Marburg onder supervisie van Christian Wolff de filosofie van Leibniz. Vervolgens ging hij terug naar Bern en in 1738 naar Parijs. König werkte samen met Émilie du Châtelet, de vriendin van Voltaire en een van de weinige vrouwelijke 18e-eeuwse natuurkundigen. Hij werd benoemd in de Franse Academie van Wetenschappen na het publiceren van een boek over de structuur van de honingraat. Hij ging terug naar Bern en publiceerde een vertaling van het boek van Maupertuis over de omvang van de aarde.
In 1744 werd hij voor tien jaar uit Bern verbannen, vanwege het tekenen van een politiek pamflet. König kreeg een aanstelling aan de Hogeschool van Franeker als hoogleraar wiskunde en filosofie. Van 1749 tot 1751 werkte hij als bibliothecaris van stadhouder Willem IV. In 1751 werd hij lid van de Pruisische Academie van Wetenschappen en verhuisde hij naar Berlijn.
De laatste jaren van zijn leven werden verpest door zijn meningsverschillen met Leonhard Euler over het principe van de kleinste werking. Maupertuis had hierover gepubliceerd in 1744 en 1746, maar König beweerde in 1751 dat dit plagiaat was en dat er reeds een artikel van Leibniz uit 1705 of 1707 bestond waarin de materie werd behandeld. Euler vroeg hem dat artikel te tonen, maar König slaagde daar niet in. Deze onenigheid had tot gevolg dat Frederik de Grote, die Maupertuis in bescherming nam, en Voltaire, die het opnam voor König, in 1753 gebrouilleerd raakten en elkaar nooit meer zouden zien.